# FINA Open Water Swimming Grand Prix 2016
De FINA Grand Prix openwaterzwemmen 2016 ging van start op 30 juli 2016 in het Canadese Lac St-Jean en eindigde op 4 september 2016 in het Italiaanse Napels. 

## Mannen

### Kalender
| Datum      | Plaats         | Afstand | Eerste           | Tijd       | Tweede           | Tijd       | Derde                      | Tijd       |
| ---------- | -------------- | ------- | ---------------- | ---------- | ---------------- | ---------- | -------------------------- | ---------- |
| 30/07/2016 | Lac St-Jean    | 32 km   | Alex Meyer       | 6.27.59,00 | Edoardo Stochino | 6.31.05,00 | Tomi Stefanovski           | 6.39.28,00 |
| 20/08/2016 | Meer van Ohrid | 33 km   | Tomi Stefanovski | 5.55.18,93 | Edoardo Stochino | 5.55.23,04 | Matheus Emerim Evangelista | 5.55.34,37 |
| 04/09/2016 | Capri - Napels | 36 km   | Evgenij Pop Acev | 6.17.04,00 | Damian Blaum     | 6.17.19,00 | Bertrand Venturi           | 6.25.49,00 |

### Eindstand
| # | Naam                | Land       | Punten |
| - | ------------------- | ---------- | ------ |
| 1 | Tomi Stefanovski    | Macedonië  | 35     |
| 2 | Edoardo Stochino    | Italië     | 35     |
| 3 | Evgenij Pop Acev    | Macedonië  | 30     |
| 4 | Damian Blaum        | Argentinië | 18     |
| 5 | Matheus Evangelista | Brazilië   | 15     |
| 6 | Aquiles Balaudo     | Argentinië | 14     |
| 7 | Akesandar Ilievski  | Macedonië  | 12     |
| 8 | Simon Pistor        | Duitsland  | 8      |
| 9 | Gabriel Maria Mento | Italië     | 8      |

## Vrouwen

### Kalender
| Datum      | Plaats         | Afstand | Eerste       | Tijd       | Tweede        | Tijd       | Derde           | Tijd       |
| ---------- | -------------- | ------- | ------------ | ---------- | ------------- | ---------- | --------------- | ---------- |
| 30/07/2016 | Lac St-Jean    | 32 km   | Olga Kozydub | 6.39.28,00 | Jade Dusablon | 6.46.20,00 | Pilar Geijo     | 7.06.15,00 |
| 20/08/2016 | Meer van Ohrid | 33 km   | Olga Kozydub | 5.55.35,72 | Daria Kulik   | 5.58.23,25 | Silvie Rybarova | 6.04.30,50 |
| 04/09/2016 | Capri - Napels | 36 km   | Pilar Geijo  | 6.46.34,00 | Olga Kozydub  | 6.47.37,00 | Ilaria Raimondi | 6.50.04,00 |

### Eindstand
| # | Naam               | Land       | Punten |
| - | ------------------ | ---------- | ------ |
| 1 | Olga Kozydub       | Rusland    | 51     |
| 2 | Pilar Geijo        | Argentinië | 38     |
| 3 | Dina Levacic       | Kroatië    | 19     |
| 4 | Rita Venasa Garcia | Argentinië | 15     |
| 5 | Victoria Mori      | Argentinië | 12     |
| 6 | Elena Lionello     | Italië     | 9      |